# Gouvães da Serra
Gouvães da Serra ist ein Ort und eine ehemalige Gemeinde (Freguesia) im portugiesischen Kreis (Concelho) von Vila Pouca de Aguiar. In ihr leben 133 Einwohner (Stand 30. Juni 2011). 
Im Zuge der Gebietsreform vom 29. September 2013 wurde Gouvães da Serra mit den Gemeinden Afonsim, Lixa do Alvão und Santa Marta da Montanha zur Gemeinde Alvão zusammengelegt.

## Verwaltung
Gouvães da Serra war Sitz einer gleichnamigen Gemeinde (Freguesia). In der Gemeinde lagen folgende Ortschaften:
- Gouvães da Serra
- Pinduradouro
- Povoação